# Ekaterina Byčkova
Ekaterina Andreevna Byčkova (in russo Екатерина Андреевна Бычкова?; Mosca, 5 giugno 1985) è una tennista russa inattiva dal 2021.

## Carriera
Nel corso della carriera ha vinto 10 titoli ITF in singolare e 5 di doppio. È famosa per aver battuto al primo turno Svetlana Kuznecova nel singolare femminile degli US Open 2005: prima di allora nessun campione o campionessa uscente era stato battuto al primo turno del torneo.

## Statistiche

### Risultati in progressione
| Sigla | Risultato               |
| ----- | ----------------------- |
| V     | Vincitore               |
| F     | Finalista               |
| SF    | Semifinalista           |
| O     | Oro olimpico            |
| A     | Argento olimpico        |
| SF    | Bronzo olimpico         |
| QF    | Quarti di Finale        |
| 4T    | Quarto turno            |
| 3T    | Terzo turno             |
| 2T    | Secondo turno           |
| 1T    | Primo turno             |
| RR    | Round Robin             |
| LQ    | Turno di qualificazione |
| A     | Assente                 |
| ND    | Non disputato           |

| Legenda superfici    |
| -------------------- |
| Cemento              |
| Terra battuta        |
| Erba                 |
| Superficie variabile |

#### Singolare nei tornei del Grande Slam
| Torneo          | 2005 | 2006 | 2007 | 2008 | 2009 | 2010 | 2011 | 2012 | 2013 | 2014 | 2015 | V-S  |
| --------------- | ---- | ---- | ---- | ---- | ---- | ---- | ---- | ---- | ---- | ---- | ---- | ---- |
| Australian Open | A    | 2T   | 1T   | A    | 1T   | A    | A    | A    | A    | A    | Q3   | 1-3  |
| Open di Francia | A    | 1T   | 1T   | 1T   | LQ   | 1T   | A    | A    | A    | A    | Q2   | 0-4  |
| Wimbledon       | A    | 2T   | 1T   | 1T   | A    | A    | A    | A    | A    | A    |      | 1-3  |
| US Open         | 2T   | 2T   | 2T   | 2T   | A    | A    | 1T   | A    | A    | A    |      | 4-5  |
| Totale          | 1-1  | 3-4  | 1-4  | 1-3  | 0-1  | 0-1  | 0-1  | 0-0  | 0-0  | 0-0  | 0-0  | 6-15 |

#### Doppio nei tornei del Grande Slam
| Torneo          | 2005 | 2006 | 2007 | 2008 | 2009 | 2010 | 2011 | 2012 | 2013 | 2014 | 2015 | V-S |
| --------------- | ---- | ---- | ---- | ---- | ---- | ---- | ---- | ---- | ---- | ---- | ---- | --- |
| Australian Open | A    | 1T   | 2T   | A    | A    | A    | A    | A    | A    | A    | A    | 1-2 |
| Open di Francia | A    | 2T   | 1T   | A    | A    | A    | A    | A    | A    | A    | A    | 1-2 |
| Wimbledon       | A    | A    | A    | A    | A    | A    | A    | A    | A    | A    | A    | 0-0 |
| US Open         | A    | 1T   | A    | A    | A    | A    | A    | A    | A    | A    | A    | 0-1 |
| Totale          | 0-0  | 1-2  | 0-1  | 0-0  | 0-0  | 0-0  | 0-0  | 0-0  | 0-0  | 0-0  | 0-0  | 2-5 |

#### Doppio misto nei tornei del Grande Slam
Nessuna partecipazione